# Nina Roscher
Nina Matheny Roscher (Uniontown, Pensilvânia, 1938 — Washington, D.C., 19 de setembro de 2001) foi uma química estadunidense, defensora das mulheres e das minorias na ciência. Ela também pesquisou a história das mulheres na química, publicando o livro Women Chemists (1995).Women Chemists (1995). Foi professora e chefe do departamento de química da American University em Washington, D.C.. Recebeu o ACS Award for Encouraging Women into Careers in the Chemical Sciences de 1996 e o Presidential Award for Excellence in Science, Mathematics, and Engineering Mentoring de 1998.

## Formação
Nina Roscher nasceu em 1938 em Uniontown, Pensilvânia, e foi criada em Hershey, Pensilvânia. Recebeu um B.S. em química da Universidade de Delaware em 1960. Obteve um doutorado em físico-química orgânica na Universidade Purdue em 1964. Enquanto estava em Purdue fundou a Honor Society for Women in Chemistry.

## Honrarias e prêmios
Em 1996 recebeu o ACS Award for Encouraging Women into Careers in the Chemical Sciences.
Em 1998 recebeu o Presidential Award for Excellence in Science, Mathematics, and Engineering Mentoring, um prêmio anual administrado pela National Science Foundation (NSF) que reconhece até dez "esforços individuais e programas organizacionais destacados projetados para aumentar a participação de grupos sub-representados em matemática, engenharia e ciências do jardim de infância ao 12º ano e até a pós-graduação". Foi um dos seis químicos a receber o prêmio de US$ 10 000, apresentado pelo presidente Bill Clinton em uma cerimônia na Casa Branca.

## Publicações selecionadas
- Roscher, Nina Matheny; Waters, Paul F.; Cantrell, Thomas S.; Hanson, Louise Karle; Carson, Frederick W. (outubro de 1978). «Curriculum for continuing education in chemistry». Journal of Chemical Education (em inglês). 55 (10). 646 páginas. ISSN 0021-9584. doi:10.1021/ed055p646
- Roscher, Nina Matheny (janeiro de 1980). «Retraining chemists - Is it worthwhile?». Journal of Chemical Education (em inglês). 57 (1). 60 páginas. ISSN 0021-9584. doi:10.1021/ed057p60
- Roscher, Nina Matheny (setembro de 1987). «Chemistry's creative women». Journal of Chemical Education (em inglês). 64 (9). 748 páginas. ISSN 0021-9584. doi:10.1021/ed064p748
- Roscher, Nina Matheny; Cavanaugh, Margaret A. (outubro de 1987). «Academic women chemists in the 20th century: Past, present, projections». Journal of Chemical Education (em inglês). 64 (10). 823 páginas. ISSN 0021-9584. doi:10.1021/ed064p823
- Roscher, Nina Matheny; Lindemann, Martin K.O.; Bin Kong, Suk; Cho, Cheon G.; Jiang, Ping (31 de maio de 1994). «Photodecomposition of several compounds commonly used as sunscreen agents». Journal of Photochemistry and Photobiology A: Chemistry (em inglês). 80 (1–3): 417–421. ISSN 1010-6030. doi:10.1016/1010-6030(94)01043-9